# Patricia Laffan
Patricia Laffan (ur. 19 marca 1919 w Londynie, zm. 10 marca 2014 tamże) – brytyjska aktorka. Odtwórczyni roli Poppei w amerykańskiej ekranizacji powieści Henryka Sienkiewicza Quo vadis z 1951 w reżyserii Mervyna LeRoya.
Córka Arthura Charlesa Laffana i Elviry Alice Vitali. Laffan debiutowała na ekranie w 1945 dramacie Caravan. Uznanie i rozgłos przyniosła jej rola Poppei, drugiej żony cesarza Nerona w filmie Quo vadis (1951). W 1955 zagrała tytułową rolę w klasycznym filmie science-fiction klasy B pt. Kobieta-diabeł z Marsa. Rok później pojawiła się w thrillerze Henry'ego Hathawaya 23 kroki do Baker Street (1956). Później ograniczyła filmowe występy, grając głównie w produkcjach telewizyjnych. W połowie lat 60. wycofała się z aktorstwa.